# Kotlina Henrykowska
Kotlina Henrykowska – kotlina w południowo-zachodniej Polsce, na Śląsku, na Przedgórzu Sudeckim, stanowiąca część mezoregionu Wzgórz Niemczańsko-Strzelińskich, w województwie dolnośląskim.

## Położenie
Kotlina położone jest na wschód od Wzgórz Dobrzenieckich, w środkowo-południowej części Wzgórz Niemczańsko-Strzelińskich. Od wschodniej strony graniczy ze Wzgórzami Strzelińskimi, od południa ograniczona jest Wysoczyzną Ziębicką, a od północy częściowo graniczy ze Wzgórzami Lipowymi. Obszar Wzgórz objęty jest obszarem chronionego krajobrazu.